# Rasma Kārkliņa
Rasma Šilde-Kārkliņa (ur. 1946 w Marburgu) – łotewska politolog i polityk, profesor nauk politycznych na University of Illinois w Chicago. Specjalizuje się w tematyce krajów  postkomunistycznych, głównie byłego ZSRR, stosunków narodowościowych, społeczeństwa obywatelskiego, good governance i korupcji w polityce. W latach 2010–2014 posłanka na Sejm. 

## Życiorys
Jest córką Ādolfsa Šildego, łotewskiego historyka i prawnika działającego na emigracji. W 1969 ukończyła studia politologiczne w Wolnym Uniwersytecie w Berlinie, zaś w 1971 studia z dziedziny stosunków międzynarodowych na Uniwersytecie w Chicago, gdzie uzyskała również stopień doktora habilitowanego nostryfikowany w 1992 na Łotwie. W latach 1993–2008 była wykładowczynią Illinois University of Chicago. W latach 2002–2003 współpracowała z Institute for Advanced Study w Princeton. W 2006 została profesorem gościnnym Wydziału Nauk Politycznych Uniwersytetu Łotewskiego.
W 2007 była kandydatem na rzecznika praw obywatelskich, zaś w 2009 została doradczynią ministra obrony Łotwy ds. zwalczania korupcji oraz budowy społeczeństwa obywatelskiego. W wyborach w 2010 została posłem na Sejm X kadencji z rekomendacji Związku Obywatelskiego. 3 listopada 2011 objęła tzw. mandat czasowy posłanki na Sejm XI kadencji. 23 stycznia 2014 utraciła go w związku z odnowieniem mandatu przez Ilze Viņķele. 
Jest członkiem Łotewskiego Związku Politologów, Ruchu Europejskiego na Łotwie, ELJA50, Association for the Advancement of Baltic Studies oraz American Political Science Association. Jest ekspertem Towarzystwa na rzecz Postępowych Przemian im. Zigfrīdsa Anny Meierovicsa. 
Zamężna, posiada podwójne obywatelstwo łotewskie i amerykańskie. 

## Wydane książki
- The System Made Me Do It: Corruption in the Post-communist Region New York, M.E. Sharpe, 2005 (wydanie polskie: "Wszystkiemu winien system. Korupcja w krajach postkomunistycznych"; łotewskie: "Korupcija postkomunisma valstīs")
- Ethnic Politics and Transition to Democracy: The Collapse of the USSR and Latvia, Woodrow Wilson Center Press and Johns Hopkins University Press, 1994.
- Ethnic Relations in the USSR: The Perspective from Below (Boston and London, Allen & Unwin, 1986.
- Wspólnie z Elmars Vebers: National Policy in the Baltic States Ryga, Zinatne 1995.